# Ruggning (textil)
Ruggning är numera enbart en mekaniskt genomförd process för att luckra upp ytan av en väv så att ett luddigt ytskikt av lugg uppstår. Manuell ruggning ger inte samma tjocka ludd, men kan ge en mjuk och behaglig yta på tyget.
Särskilt plädar, sjalar och halsdukar vävda i ull efterbehandlas med ruggning. Vävar med dubbelt inslag ger tjockare lugg än vid enkelt inslag.
Exempel på ruggade tyger är boj, flausch, fleece, flanell, loden och velour. Även lovikkavantar ruggas.